# Noah Huntley
Pour les articles homonymes, voir Huntley.
Noah Huntley, né le 7 septembre 1974 à Wiston (Sussex de l'Ouest) est un acteur britannique.

## Filmographie
- 1987-1990 : Inspecteur Wexford (15 épisodes) : John Burden
- 1993-1995 : Emmerdale (21 épisodes) : Luke McAllister
- 1996 : True Blue de Ferdinand Fairfax
- 1997 : Event Horizon, le vaisseau de l'au-delà : Edward Corrick
- 2001 : Les Brumes d'Avalon (TV) : Gauvain
- 2002 : 28 Jours plus tard : Mark
- 2003 : Meurtres à l'anglaise (saison 2, épisode 4) : Cliff Hegarty
- 2004-2005 : Holby City (39 épisodes) : Will Curtis
- 2005 : Le Monde de Narnia : Le Lion, la Sorcière blanche et l'Armoire magique : Peter Pevensie adulte
- 2008 : Dark Floors : Ben
- 2011 : Votre Majesté : Head Knight
- 2011 : Le Skylab : Jonathan
- 2012 : Blanche-Neige et le Chasseur : le Roi Magnus, le père de Blanche-Neige
- 2013 : Jappeloup : Joe Fargis
- 2014 : Dracula Untold : le capitaine Petru
- 2015 : Ma meilleure amie (Miss You Already) de Catherine Hardwicke : un exécutif
- 2015 : The Royals (saisons 1 et 2) : Capitaine Alistair Lacey
- 2017-2018 : Zoe et Raven : Elliot McDonald, le père de Mia
- 2018 : Paul, Apôtre du Christ (Paul, Apostle of Christ) de Andrew Hyatt : Publius
- 2019 : Quand Harry épouse Meghan : mariage royal (Harry & Meghan : Becoming Royal) : Caspian